# ريتشل والاس
ريتشل والاس (بالإنجليزية: Rachel Wallace)‏ هي مغنية وكاتبة غنائية بريطانية، ولدت في 1971 في هوكستون في المملكة المتحدة.

## وصلات خارجية
- ريتشل والاس على موقع ميوزك برينز (الإنجليزية)
- ريتشل والاس على موقع ديسكوغز (الإنجليزية)